# 우수 (불교)
우수(憂受, 산스크리트어: daurmanasya-vedanā, 팔리어: domanassa-vedanā, 영어: displeasure)는 불만족의 느낌, 불쾌한 느낌, 슬픈 느낌, 걱정하는 느낌을 뜻한다. 이것은 모든 느낌(受)을 고수 · 낙수 · 사수(불고불락수)의 3수로 나눌 때 고수(괴로운 느낌)에 속한다. 다시 3수를 신체적 느낌과 정신적 느낌으로 세분했을 때의 고수 · 낙수 · 우수 · 희수 · 사수의 5수(五受)에서 고수는 신체적으로 괴로운 느낌으로, 아픈 느낌, 통증을 뜻하고, 우수는 정신적으로 괴로운 느낌으로 불만족의 느낌, 슬픈 느낌을 뜻한다.
팔리어 domanassa의 문자 그대로의 의미는 어원에 따르면 du-(나쁜, 상한, bad)와 manas(마음, mind)가 결합한 것으로 상한 마음(bad in mind 마음이 좋지 않다, bad feeling 악감정) 즉 불쾌한 정신적 느낌(unpleasant mental feeling)을 뜻한다.
팔리어 domanassa의 번역어인 한자어 우(憂)는 한자사전에 따르면, 다음의 뜻이 있다.
1. 근심, 걱정
2. 병(病), 질병(疾病)
3. 고통(苦痛), 괴로움, 환난(患難)
4. 근심하다(속을 태우거나 우울해하다), 걱정하다, 애태우다
5. 고생하다, 괴로워하다
6. 두려워하다

5수의 고수와 우수는 크게 보아 괴로운 느낌이지만, 둘의 차이는 고수가 신체적 괴로운 느낌이고 우수가 정신적 괴로운 느낌이라는 것 외에도 다른 하나의 큰 차이가 있다.  고수는 선 · 불선 · 무기의 3성으로 나눌 때 무기에 속한다. 즉, 선한 것도 아니고 불선한 것도 아니다. 즉, 신체적 괴로움은 그 자체로는 현세와 미래에 나쁜 과보를 가져오는 업을 짓는 것이 아니다. 이에 비해 우수는 그 자체로 불선이다. 즉, 현세와 미래에 나쁜 과보를 가져오는 업을 짓는다. 말하자면, 걱정 · 근심 · 불쾌감 · 불만족 · 슬픔 · 두려움 등이 찰나에 그치고 말면 크게 문제가 되지 않겠지만 일정 이상 쌓이면 나쁜 일이 일어난다. 따라서 고급한 형태의 사수[捨], 즉, 균형과 평정의 느낌, 편견과 선호에 휩쓸리지 않음의 느낌, 좋음과 싫음에 휘둘리지 않음의 느낌을 가지도록 수행을 통해 스스로를 개발하는 것이 필요하다. 사(捨)를 개발하는 수행으로 특히 자 · 비 · 희 · 사의 4무량심의 수행이 있다.